# Tor Books
Tor Books est une maison d'édition américaine, fondée à New York en 1980 par Tom Doherty, filiale de Macmillan Publishers. Cette maison d'édition est spécialisée en matière de science-fiction, fantasy et fantastique.